# شهرداری زیلوپ
شهرداری زیلوپ (به لاتین: Zilupe Municipality) یک شهرداری در لتونی است. شهرداری زیلوپ ۳٬۷۹۹ نفر جمعیت دارد.